# WrestleMania XX
Cet article concerne la 20ème édition du pay-per-view WrestleMania. Pour toutes les autres éditions, voir WWE WrestleMania.
La 20e édition de WrestleMania est une manifestation de catch (lutte professionnelle) télédiffusée et visible uniquement en paiement à la séance. L'événement, produit par la World Wrestling Entertainment (WWE), a eu lieu le 14 mars 2004 au Madison Square Garden de la ville de New York.
L'événement, qui était le premier WrestleMania à se dérouler au Madison Square Garden et la quatrième à être organisé dans la métropole de New York (après WrestleMania I, WrestleMania 2 et WrestleMania X). L'événement a mis en vedette des lutteurs des divisions Raw et SmackDown, créées en 2002 lors de la séparation du personnel de la WWE en deux promotions distinctes.
Douze matchs, dont sept mettant en jeu les titres de la fédération, ont été programmés. Chacun d'entre eux est déterminé par des storylines rédigées par les scénaristes de la WWE ; soit par des rivalités survenues avant le pay-per-view, soit par des matchs de qualification en cas de rencontre pour un championnat.
Le main event de la soirée est un Triple Threat Match pour le Championnat du monde Poids-Lourds de la WWE opposant le champion Triple H à Shawn Michaels et Chris Benoit. La rencontre pour le championnat de la WWE oppose Kurt Angle à Eddie Guerrero dans un match simple. L'Undertaker qui effectuait son retour avec son personnage du "Dead Man" ce soir-là, affronte Kane dans un match simple. Enfin, Brock Lesnar affronte Goldberg dans un match simple. Stone Cold Steve Austin était arbitre spéciale lors de ce match.
20 000 personnes ont réservé leur place pour assister au spectacle, tandis que 885 000 personnes ont suivi les rencontres en paiement à la séance, ou pay-per-view.

## Production

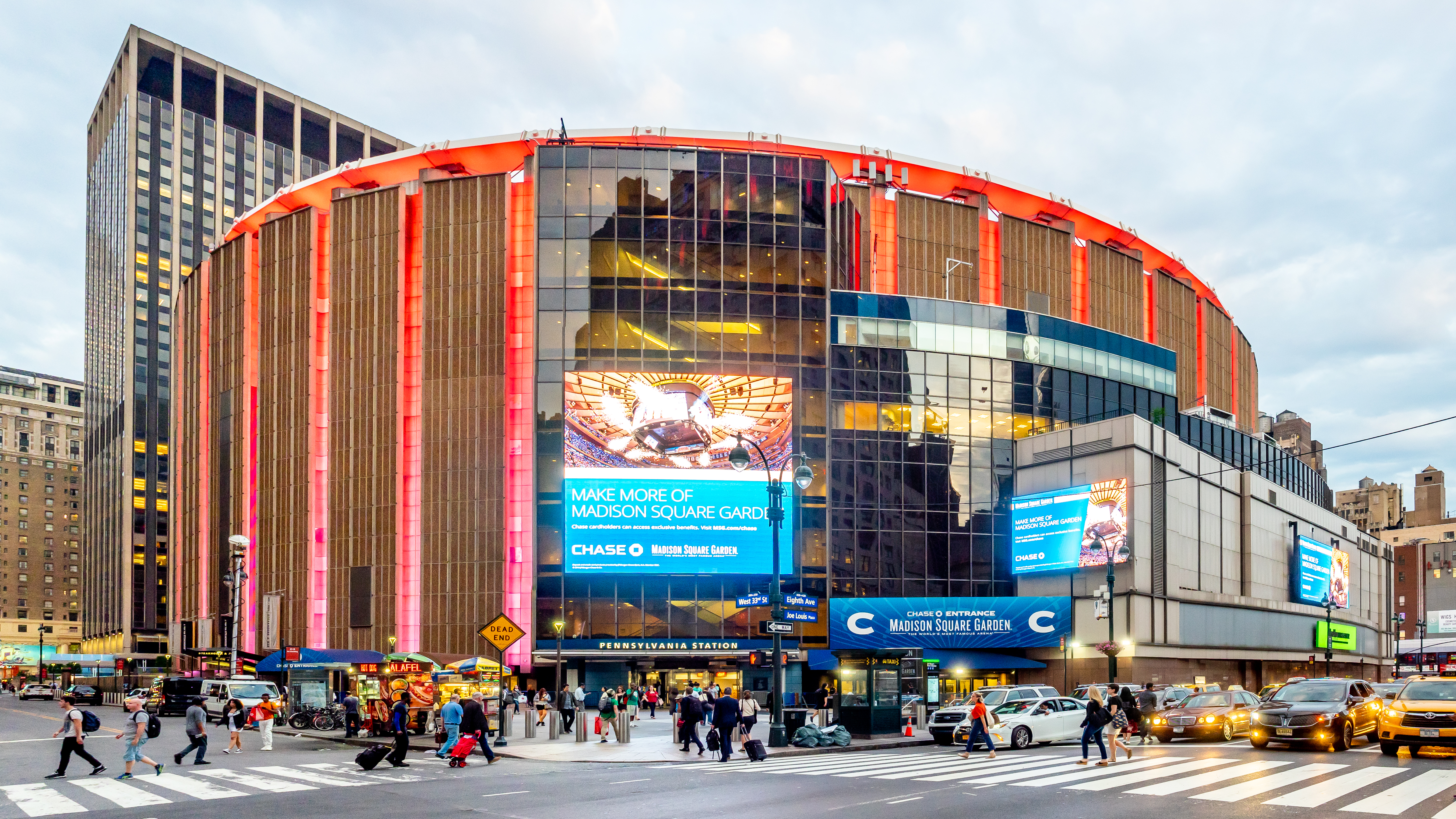
Le Madison Square Garden de New York où WrestleMania 23 s'est déroulé.

Les revenues de la vente des billets a atteint le total de 2,4 millions de dollars américains faisant de ce pay per view le plus gros en termes de recettes de la WWE au Madison Square Garden. Le célèbre édifice était à guichet fermé avec 20, 000 spectateurs comprenant des spectateurs de 16 pays et de 48 états américains. L'évènement a été retransmis dans plus de 90 pays à travers le monde.
WrestleMania XX célébrait donc le vingtième anniversaire du premier WrestleMania, d'ailleurs le slogan du show était Where It All Begins...Again (Là où tout recommence).

### WWE Hall of Fame
"Mean" Gene Okerlund a introduit les membres du WWE Hall of Fame de 2004:

Bobby "The Brain" Heenan, Tito Santana, John "Big John Studd" Minton, Harley Race, Pete Rose, Don Muraco, Greg "The Hammer" Valentine, Sylvester "Junkyard Dog" Ritter, "Superstar" Billy Graham, Jesse "The Body" Ventura et Sgt. Slaughter

## Résultats
| #                                                          | Résultats | Stipulations                                               | Commentaires | Durée |
| ---------------------------------------------------------- | --- | ---------------------------------------------------------- | --- | ----- |
| 1                                                          | John Cena bat The Big Show (c) | Match simple pour le WWE United States Championship        | - Cena a effectué le tombé sur le Big Show après l'avoir frappé avec un poing américain et lui avoir porté un FU. | 09:14 |
| 2                                                          | Rob Van Dam et Booker T (c) battent Garrison Cade and Mark Jindrak, The Dudley Boyz (Bubba Ray et D-Von) et La Résistance (René Duprée et Rob Conway)                       | Fatal Four-Way match pour le World Tag Team Championship   | - RVD a effectué le tombé sur Conway après un Scissors Kick de Booker suivit d'un Five-Star Frog Splash. | 07:51 |
| 3                                                          | Christian bat Chris Jericho | Match simple                                               | - Christian a effectué le tombé sur Jericho avec un roll-up après un coup de coude de Trish Stratus au visage de Jericho. - Tim White retournait en tant qu'arbitre pour ce match après sa blessure à Judgment Day 2002. | 15:03 |
| 4                                                          | Evolution (Randy Orton, Batista et Ric Flair) battent The Rock 'n' Sock Connection (The Rock et Mick Foley)                                                                 | match Handicap                                             | - Orton a effectué le tombé sur Foley après un RKO. | 17:00 |
| 5                                                          | Torrie Wilson et Sable battent Stacy Keibler et Miss Jackie | Playboy Evening Gown Match                                 | - Wilson a effectué le tombé sur Jackie pour la victoire. | 02:41 |
| 6                                                          | Chavo Guerrero (c) bat Último Dragón, Shannon Moore, Jamie Noble, Funaki, Nunzio, Billy Kidman, Rey Mysterio, Tajiri et Akio                                                | Cruiserweight Open pour le WWE Cruiserweight Championship  | - Último Dragón a effectué le tombé sur Shannon Moore après un Dragon DDT (1:18) - Jamie Noble a battu Dragon par soumission (2:14) - Noble a effectué le tombé sur Funaki avec un Petit paquet (2:23) - Noble a battu Nunzio par décompte à l'extérieur (4:21) - Billy Kidman a effectué le tombé sur Noble après un top rope BK Bomb (6:06) - Rey Mysterio a effectué le tombé sur Kidman après un sunset flip powerbomb modifié de la troisième corde (7:22) - Mysterio a effectué le tombé sur Tajiri avec un roll-up. (8:37) - Mysterio a battu Akio par forfait. (8:37) - Chavo Guerrero a effectué le tombé sur Mysterio avec l'aide d'une intervention de Chavo Guerrero Sr. (10:28) | 11:31 |
| 7                                                          | Goldberg bat Brock Lesnar (avec Steve Austin en tant qu'arbitre spécial) | Match simple                                               | - Goldberg a effectué le tombé sur Lesnar après un Jackhammer. - Après le match, les deux hommes recevaient un Stone Cold Stunners d'Austin. | 13:43 |
| 8                                                          | Rikishi et Scotty 2 Hotty(c) battent The World's Greatest Tag Team (Charlie Haas et Shelton Benjamin), The Basham Brothers (Danny et Doug) et The APA (Bradshaw et Faarooq) | Fatal Four-Way match pour le WWE Tag Team Championship     | - Rikishi a effectué le tombé sur Danny après un Banzai Drop. | 06:08 |
| 9                                                          | Victoria(c) bat Molly Holly | Hair vs. Title match pour le WWE Women's Championship      | - Victoria a effectué le tombé sur Molly quand elle contrait la tentative de Widow's Peak de Molly en un Backslide Pin. - À cause de sa défaite, Molly devait se raser complètement le crâne selon la stipulation. | 06:49 |
| 10                                                         | Eddie Guerrero (c) bat Kurt Angle | Match simple pour le WWE Championship                      | - Eddie a effectué le tombé sur Angle avec un Petit paquet. | 21:36 |
| 11                                                         | The Undertaker bat Kane | Match simple                                               | - Undertaker a effectué le tombé après un Tombstone Piledriver - Undertaker retournait sous son personnage du "Dead man". - Undertaker venait vers le ring avec des druides qui l'entourait. - Ce match amenait la série d'invincibilités de l'Undertaker à 12-0 - Ce fut la deuxième fois que l'Undertaker et Kane s'affrontaient à WrestleMania. | 07:47 |
| 12                                                         | Chris Benoit bat Triple H (c) et Shawn Michaels | Triple Threat match pour le World Heavyweight Championship | - Benoit a fait abandonner Triple H sur le Crippler Crossface. - Après le match, la femme de Benoit, Nancy, et le WWE Champion Eddie Guerrero célébraient avec Benoit dans le ring à la fin du show. | 24:51 |
| (c) désigne le champion défendant son titre dans le match. | |                                                            | |       |

Durant le PPV, Vince McMahon a montré toute sa gratitude aux fans pour ces vingt dernières années pour être une partie de sa famille et de la World Wrestling Entertainment et Jesse Ventura a effectué une courte entrevue avec Donald Trump présent dans le public.

## DVD
L'événement est sorti en DVD aux États-Unis le 27 avril 2004 par WWE Home Video. En plus de l'événement principal, les versions DVD contiennent de nombreux bonus notamment, un documentaire appelé "Mania of Mania" qui a été diffusé sur UPN ainsi que quelques scènes coupées du film, une galerie de photos de l'histoire de Wrestlemania, un top 10 des plus grands matches de l'histoires de Wrestlemania et plusieurs vignettes et publicités.

### Autres sources
- (en) Cet article est partiellement ou en totalité issu de l’article de Wikipédia en anglais intitulé « WrestleMania XX » (voir la liste des auteurs).